# 情遇曼哈顿
《情遇曼哈顿》是2017年中国浪漫喜剧，由李巨源导演，高以翔、王丽坤、李媛和王传君主演。影片讲述了四位年轻人在纽约曼哈顿追寻梦想和爱情的故事，于2017年10月13日在中国上映。

## 剧情
舞蹈剧《木兰歌剧》即将上演，白淇与宋苇东同为舞蹈演员，两人为了实现梦想，竞争同一角色。同时，设计师方虹和嘻哈大厨Tony斗智斗勇、有情有爱。曼哈顿彻底沦为两对欢喜冤家的战场，各种奇葩故事在这里轮番上演。

## 阵容
- 高以翔 饰 宋苇东
- 王丽坤 饰 白淇
- 李媛 饰 方虹
- 王传君 饰 Tony

## 制作
影片于2016年底在纽约拍摄。

## 发行
影片原定2017年8月25日上映，后来该档于2017年10月13日。